# Kathak

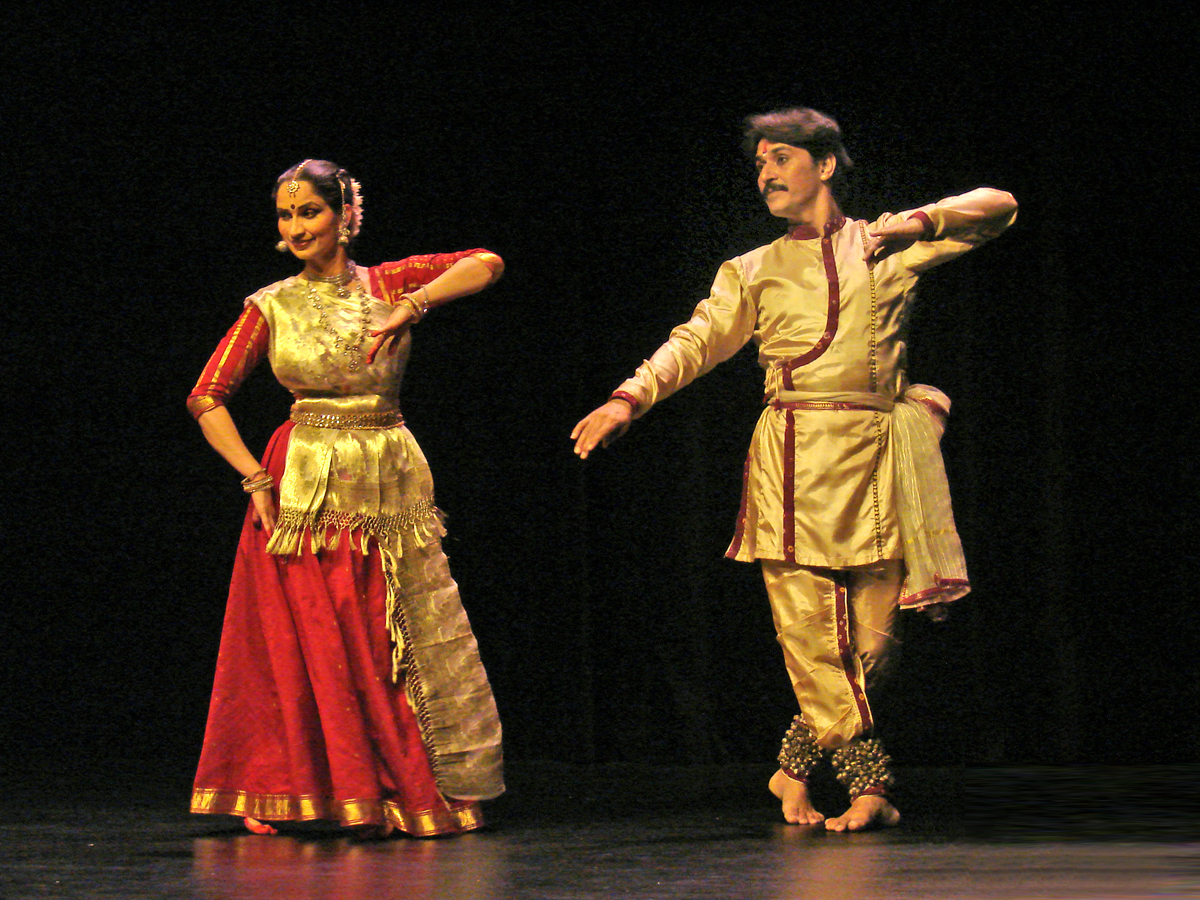
Sharmila Sharma e Rajendra Kumar Gangani em apresentação no Museu Guimet de Paris (novembro de 2007)

O Kathak (hindi: कथक, urdu: کتھک) é uma das oito formas de dança clássica indiana, oriunda do Norte da Índia. Suas origens remontam aos bardos nômades do norte da Índia antiga, conhecida como Kathaks, ou contadores de histórias. Estes bardos, que atuavam em praças e pátios de templos, eram especializados principalmente em contar contos mitológicos e morais das escrituras sagradas indianas, e embelezavam seus recitais com gestos e expressões faciais. É principalmente uma forma de teatro, com música instrumental e vocal e o uso de gestos e movimentos estilizados para representar a história contada. Sua forma atual contém vestígios de danças e rituais de templos hindus, com influência do movimento bhakti. A partir do século 16, absorveu certas características da dança persa e da dança da Ásia Central que foram importados pela corte Mogol.
Existem três grandes escolas, ou gharanas, de Kathak, as quais os artistas normalmente costumam se associar: As gharanas de Jaipur, Lucknow e Benares (nascidas nas cortes dos reis Rajput Kachwaha, do Nawab de Awadh e na de Varanasi, respectivamente), há também uma menos proeminente gharana (e posterior), a de Raigarh. A qual junta a técnica de todas as três gharanas tradicionais, mas ficou famosa por suas próprias composições distintas.
A palavra kathak vem do sânscrito Katha que quer dizer história e katthaka que quer dizer aquele(a) que conta histórias

## Música
A música usada em performances de kathak é a  música hindustani. O instrumental mais comum é o sitar acompanhado de um par de tablas mas podem aparecer,álem destes, instrumentos como o sarod, o pakhawaj, o sarangi, a tambura e o harmônio.